# Jeleniec (Papowo Biskupie)
Jeleniec (deutsch Gelens) ist ein Dorf in der Landgemeinde Papowo Biskupie im Powiat Chełmiński in der Woiwodschaft Kujawien-Pommern, Polen. Zugleich ist Jeleniec ein Schulzenamt der Landgemeinde.